# ウェイバリー通りのウィザードたち 魔法は止まらない!
『ウェイバリー通りのウィザードたち 魔法は止まらない!』（原題: Wizards Beyond Waverly Place）はは米ディズニー・チャンネルの特撮テレビドラマである。
『ウェイバリー通りのウィザードたち」の続編。エグゼクティブ・プロデューサーはセレーナ・ゴメスが務めている。

## あらすじ
前作でウィズテックの校長になったジャスティンはある理由で解雇され、現在はスタテン島で４人家族の父親として暮らしていた。ある日妹のアレックスが訪れるビリーという女の子を預かって欲しいと言うビリーは落ちこぼれの問題児なのだが世界を救うと言われている。ジャスティンはビリーの魔法の先生になることにした。

## 登場人物

### 主要キャスト
- ビリー

演：ジャニス・リアン・ブラウン / 声：れいみ
問題児の若き魔法使いジャスティンの家で魔法を教わるため暮らすことになる。
- ジャスティン・ルッソ

演：デヴィッド・ヘンリー / 声：庄司将之
アレックスの兄でビリーの魔法の先生。普段はローマンたちが通う学校で副校長をしている。前作の最後でウィズテックの校長になるがある理由で解雇になる。
- ローマン・ルッソ

演：アルカイオ・ティーレ / 声：久保田恵
ジャスティンの息子で長男で真面目な子
- マイロ・ルッソ

演：マックス・マテンコ / 声：田中有紀
ジャスティンの息子で末っ子
- ウィンター

演：テイラー・コーラ
ローマンとビリーの親友
- ジアーダ・ルッソ

演：ミミ・ジャノプロス / 声：吉田真実
ジャスティンの妻でWOWPニュースの調査記者である

### ゲスト
- アレックス・ルッソ

演：セレーナ・ゴメス / 声：小林沙苗
ジャスティンの妹で現在は魔法法廷のメンバー前作の最後でルッソ家のウィザードになった。
- ジュリー・ルッソ

演：デビッド・デルイーズ / 声：大西健晴
ジャスティンとアレックの父で現在はスペルラインで働いている。

## エピソード
| シーズン  | エピソード数 | 初回放送日       | 最終放送日      |
| --------- | ------------ | ---------------- | --------------- |
| シーズン1 | 21           | 10月29日, 2024年 | 2月28日, 2025年 |

### シーズン1
| # | タイトル                     | プロダクションコード | 全米初放送日   |
| - | ---------------------------- | -------------------- | -------------- |
| 1 | すべてが見かけと違う         | 101                  | 2024年10月29日 |
| 2 | モータル・バイブス・オンリー | 102                  | 2024年10月29日 |
| 3 | 呪文によって救われた         | 103                  | 2024年10月30日 |
| 4 | 何かの魔法使いがやってくる   | 104                  | 2024年10月30日 |
| 5 | 魔法使いはただ楽しむための杖 | 105                  | 2024年11月8日  |
| 6 | 不気味な伝説が続く           | 106                  | 2024年11月8日  |
| 7 | もっと大きなフロートが必要   | 107                  | 2024年11月15日 |
| 8 | あなたは歯を扱えない         | 108                  | 2024年11月15日 |

＊エピソードは日本放送までを記載しています。